# Вікторс Ореховс
Вікторс Ореховс (латис. Viktors Orehovs; *20 травня 1909, Глибока, Псковська область — †6 лютого 1998) — латвійський ботанік, один із найвідоміших у світі селекціонерів гладіолусів та лілій. Автор книжки «Lilijas» (1970) — єдиної у своєму роді енциклопедії про лілії.

## Біографія
Працював садівником в Прієкуле, Руїена, Резекне. З 1941 проживав в Єкабпілсі, де створив садівництво.
Вивів 450 сортів гладіолусів і 300 сортів лілій, з яких 130 зареєстровані в міжнародних каталогах. Найвідоміші сорти гладіолусів Ореховса — «Rita», «Brīvība», «Līgo vakars», «Sniega māte», «Jēkabpiliete», «Teiku valsts», сорти лілій — «Nakts tango» і «Saule». Вивів популярну групу тигрових лілій.

## Книги
Ореховс автор 4 книг про лілії, в 1970 вийшла його монографія «Lilijas», що стала першою в своєму роді.
- «Mirtes» (1934)
- «Puķkopība» (1935)
- «Istabas puķes» (1935)
- «Lilijas» (1970)

## Нагороди та визнання
- Кавалер Ордена Трьох зірок (1996; вручав Ґ. Улманіс).
- Почесний громадянин Єкабпілса.

## Пам'ять
- Іменем Вікторса Ореховса в Єкабпілсі названа вулиця